# Micrandra australis
Micrandra australis är en törelväxtart som först beskrevs av Richard Evans Schultes, och fick sitt nu gällande namn av Richard Evans Schultes. Micrandra australis ingår i släktet Micrandra och familjen törelväxter. Inga underarter finns listade i Catalogue of Life.